# Walker (California)
Walker è un census-designated place nella Contea di Mono in California. Si trova a 3 miglia a sud di Coleville ad un'altezza di 5403 piedi, pari a 1647 m.
Secondo il censimento del 2000 gli abitanti erano 558.